# Judaine
‘Judaine’ est le nom d'un cultivar de pommier domestique, destiné à la production de cidre.

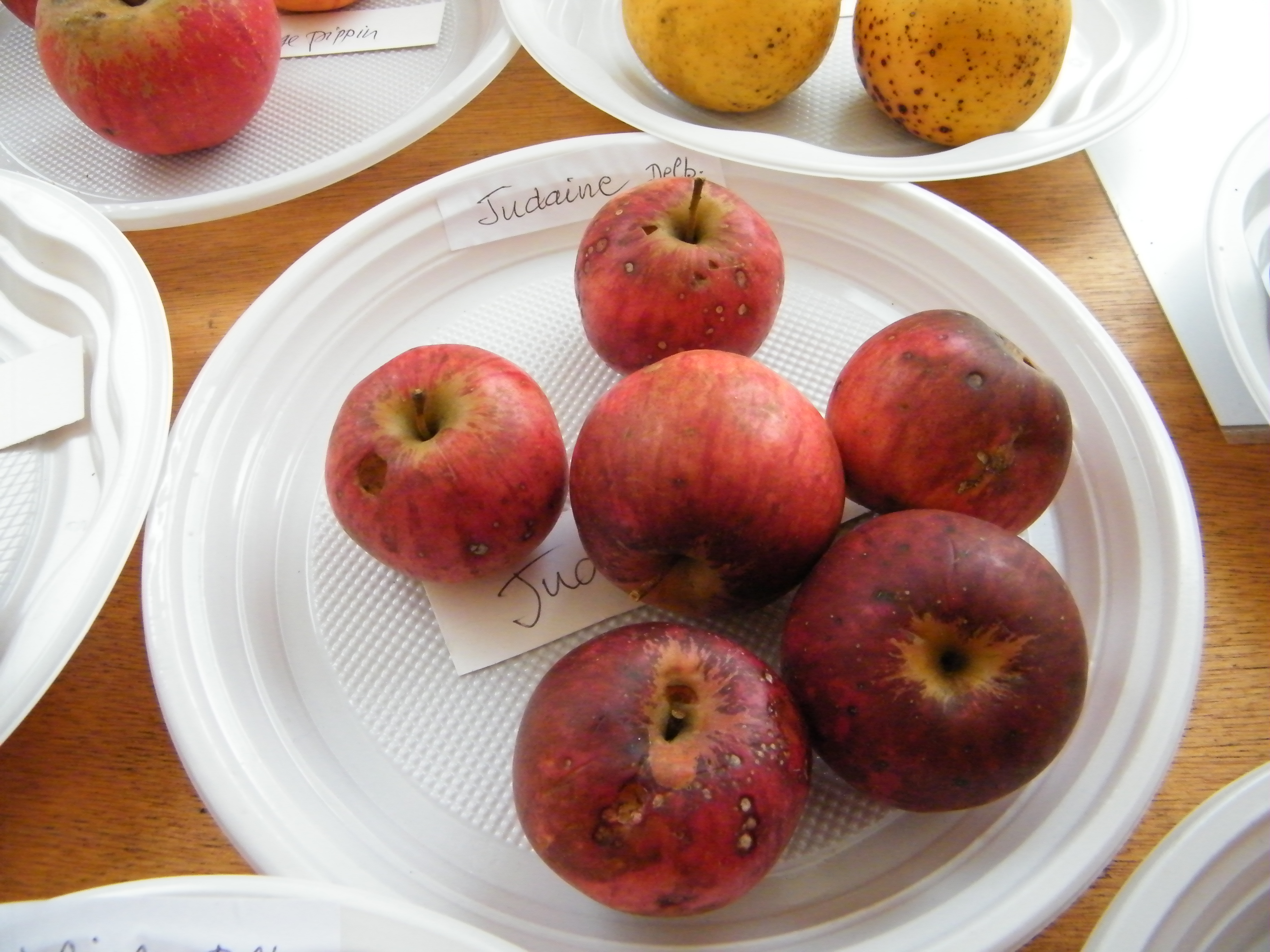
Judaine, pomme à cidre.

## Origine
Gala × Red Free, obtenue en France par l'INRA, à  Angers, en 1980,.
La variété a été sélectionnée pour produire du jus abondamment et convenir à la récolte mécanique.

## Parenté
Hybride: Reinette du Mans x Priam.

## Description

### Fruit
C'est un gros fruit à usage de pomme à cidre. Il est aigre-acide et de couleur rouge.
Épiderme au fond jaune paille à orange. Il est lavé de rouge carmin et faiblement strié de rouge plus sombre sur le rouge.
Le pédicelle est de moyen à épais.
L'œil est fermé ou mi-clos, à sépales longs érigés. Il est inséré dans une cuvette profonde, large et bosselée.
Sa chair est croquante, jaunâtre.
Sa qualité est bonne au couteau, douée d'un parfum particulier.
De maturité précoce mais il se conserve bien jusqu'en hiver.
Fruit de commerce et surtout d'amateur qui souhaite obtenir des fruits rapidement et ne pas apporter trop de soins.

### Arbre
C'est un sujet vigoureux à développement rapide qui peut être exposé à une chute prématurée des fruits en terrains secs.

## Résistances et susceptibilités
Cette variété est résistante à la tavelure.

## Culture
- Judaine est une bonne variété pollinisatrice pour Judeline, Jeanne Renard et Judella[6].